# Омрі Гандельман
Омрі Гандельман (івр. עמרי גאנדלמן, нар. 16 травня 2000) — ізраїльський футболіст, півзахисник бельгійського клубу «Гент».
Виступав, зокрема, за клуб «Маккабі» (Нетанья), а також національну збірну Ізраїлю.

## Клубна кар'єра
Народився 16 травня 2000 року. Вихованець футбольної школи клубу «Маккабі» (Нетанья). Дорослу футбольну кар'єру розпочав 2019 року в основній команді того ж клубу, кольори якої захищає й донині.

## Виступи за збірні
З 2021 року залучається до складу молодіжної збірної Ізраїлю. На молодіжному рівні зіграв в 11 офіційних матчах, забив 4 голи.
Також, у 2021 році дебютував в офіційних матчах у складі національної збірної Ізраїлю.

## Статистика виступів

### Статистика клубних виступів
| Сезон             | Команда             | Чемпіонат         | Чемпіонат | Чемпіонат | Національний кубок | Національний кубок | Національний кубок | Континентальні кубки | Континентальні кубки | Континентальні кубки | Інші змагання | Інші змагання | Інші змагання | Усього | Усього | Усього |
| Сезон             | Команда             | Ліга              | Ігор      | Голів     | Ліга               | Ігор               | Голів              | Ліга                 | Ігор                 | Голів                | Ліга          | Ігор          | Голів         | Ігор   | Голів  |        |
| ----------------- | ------------------- | ----------------- | --------- | --------- | ------------------ | ------------------ | ------------------ | -------------------- | -------------------- | -------------------- | ------------- | ------------- | ------------- | ------ | ------ | ------ |
| 2019–20           | «Маккабі» (Нетанья) | ЧІ                | 6         | 0         | КІ+КЛ              | 0+2                | 0                  |                      | -                    | -                    |               | -             | -             | 8      | 0      |        |
| 2020–21           | «Маккабі» (Нетанья) | ЧІ                | 32        | 1         | КІ+КЛ              | 2+4                | 0                  |                      | -                    | -                    |               | -             | -             | 38     | 1      |        |
| 2021–22           | «Маккабі» (Нетанья) | ЧІ                | 9         | 1         | КІ+КЛ              | 0+5                | 0+1                |                      | -                    | -                    |               | -             | -             | 14     | 2      |        |
| Усього за кар'єру | Усього за кар'єру   | Усього за кар'єру | 47        | 2         |                    | 13                 | 1                  |                      | -                    | -                    |               | -             | -             | 60     | 3      |        |